# Hopwood, Greater Manchester
Hopwood är en stadsdel i Heywood, i distriktet Rochdale, i grevskapet Greater Manchester, i England. Hopwood var en civil parish från 1866 till 1894 då den blev en del av Heywood, Middleton och Castleton by Rochdale. Denna civil parish hade 4 774 invånare år 1891.